# أحمر... بالخط العريض
أحمر... بالخط العريض هو برنامج تلفزيوني على قناة أل بي سي يقدّمه مالك مكتبي.

## فكرة البرنامج
برنامج لبناني حواري هادف، يكشف عن أهم القضايا والحوادث الموجودة في المجتمع اللبناني والعربي عامة، ويحاول معالجتها يعرض على شاشتي المؤسسة اللبنانية للإرسال و قناة الانتشار اللبناني

## توقف البرنامج وعودته
تمّ إقفال مكاتب ال بي سي الفضائية اللبنانية في جدة بأمر من وزير الداخلية وجاءت هذه الخطوة بحق المحطة، التي يملك الأمير الوليد بن طلال حصة الأسد من أسهمها، عقب الجدل الذي أثاره برنامج «أحمر بالخط العريض» وتحدث خلاله السعودي مازن عبد الجواد بدون خجل أو ورع عن علاقاته الجنسية
قررت المؤسسة اللبنانية للإرسال بث برنامج «احمر بالخط العريض» على قناتها الارضية الموجهة للداخل اللبناني فقط وعدم بثه على قناتها الفضائية أو قناتها الأوروبية. وعاد البرنامج في موسمه الجديد وبث حلقة تطرقت لحالات تم عرضها في الموسم الماضي وتمت متابعتها وعلاجها وجاء قرارها على خلفية حلقة قدمها عرضت تقريراً عن المواطن السعودي مازن عبد الجواد والذي حكم على اثرها بتهمة المجاهرة بالمعصية بالسجن 5 سنوات و1000 جلدة. عاد ليبث فضائيا على قناة الانتشار اللبناني نهاية العام 2012 بعد انفصال المحطة الأرضية عن الفضائية

## وصلات خارجية
- أحمر... بالخط العريض  على فيسبوك.